# Чемпионат мира по тяжёлой атлетике 1907
10-й Чемпионат мира по тяжёлой атлетике прошёл 19 мая 1907 года во Франкфурте-на-Майне (Германская империя).

## Общий медальный зачёт
| Место | Страна    | Золото | Серебро | Бронза | Всего |
| ----- | --------- | ------ | ------- | ------ | ----- |
| 1     | Германия  | 3      | 2       | 3      | 8     |
| 2     | Швейцария | 0      | 1       | 0      | 1     |
| Всего | Всего     | 3      | 3       | 3      | 9     |

## Медалисты
| Вес         | Золото                        | Серебро                       | Бронза                     |
| ----------- | ----------------------------- | ----------------------------- | -------------------------- |
| До 70 кг    | Йоханнес Зебровски (Германия) | Виргиль Геррас (Швейцария)    | Хайнрих Гленцер (Германия) |
| До 80 кг    | Андреас Лутц (Германия)       | Йохан Формбергер (Германия)   | Ханс Абрахам (Германия)    |
| Свыше 80 кг | Хайнрих Ронди (Германия)      | Хайнрих Шнайдерайт (Германия) | Георг Шляйдт (Германия)    |

## Ссылка
- Статистика Международной федерации тяжёлой атлетики